# Grundsjön (Mora socken, Dalarna, 676014-140528)
Grundsjön är en sjö i Mora kommun i Dalarna och ingår i Dalälvens huvudavrinningsområde. Sjön har en area på 0,272 kvadratkilometer och ligger 356,4 meter över havet. Sjön avvattnas av vattendraget Solbodbäcken. Vid provfiske har abborre, mört och öring fångats i sjön.

## Delavrinningsområde
Grundsjön ingår i det delavrinningsområde (675955-140489) som SMHI kallar för Mynnar i Venjanssjön. Medelhöjden är 351 meter över havet och ytan är 4,06 kvadratkilometer. Det finns inga avrinningsområden uppströms utan avrinningsområdet är högsta punkten. Solbodbäcken som avvattnar avrinningsområdet har biflödesordning 4, vilket innebär att vattnet flödar genom totalt 4 vattendrag innan det når havet efter 374 kilometer. Avrinningsområdet består mestadels av skog (52 procent) och sankmarker (31 procent). Avrinningsområdet har 0,27 kvadratkilometer vattenytor vilket ger det en sjöprocent på 6,7 procent.